# ロスラグスバナン
ロスラグスバナン（スウェーデン語: Roslagsbanan）は、スウェーデンの首都・ストックホルムと近隣都市を結ぶ891mm軌間（狭軌）の電気鉄道。ストールストックホルムス・ロカールトラフィーク（SJ）が施設を保有し、2013年以降は民間の交通運行会社であるアリーヴァが列車運行や駅の業務などを行っている。

## 歴史

### 1885年-1950年代：開業、延伸、全盛期
現在のロスラグスバナンの路線網の基礎となったのは、ストックホルム・リンボ鉄道有限会社が1880年に立案した、ストックホルム東駅 - リンボ駅までの区間である。翌1881年に軌間を891mm、かつてのスウェーデンの長さの単位における3フィートで建設する事が決定し、開通式が行われたのは1885年12月17日、本格的な営業運転開始は同年の12月21日だった。1890年にはデューホルムズ・オスビー駅から分岐する支線が開通、続く1895年には電化工事が完成し、スウェーデン初の近郊電気鉄道となった。

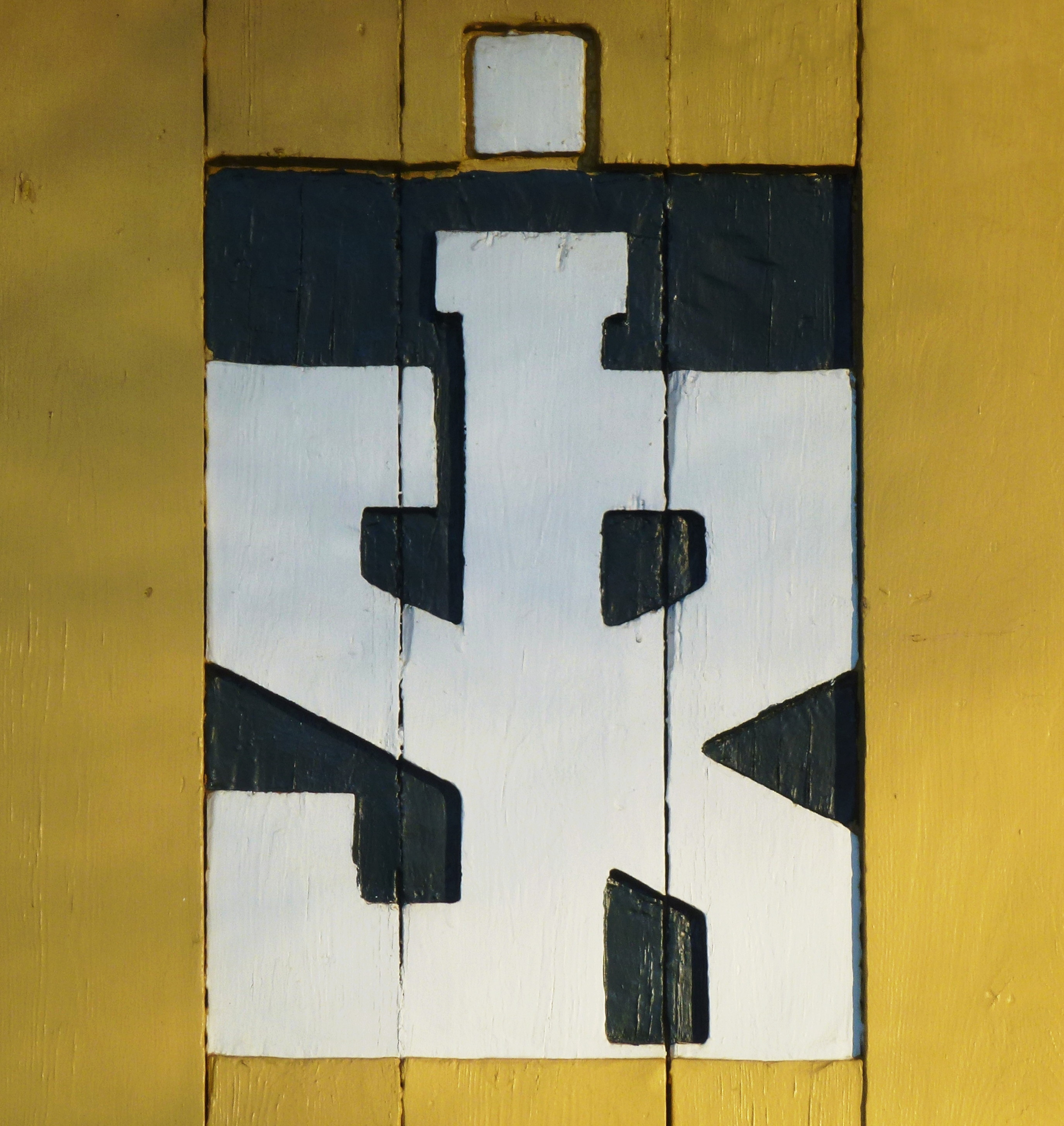
ストックホルム・リンボ鉄道有限会社の社章

ストックホルム・リンボ鉄道有限会社は複数の狭軌鉄道と合併した後1905年に社名をストックホルム・ロスラゲン鉄道（SRJ）へ変更し、以降も路線網の拡充が続いた。1911年にはストックスンド駅から分岐しロングエンゲンへ向かうロングエグバナンが開通したが、1,435mm（標準軌）で建設されたため他の路線との乗り入れが出来ず孤立区間となっていた事から、1934年に891mmへの改軌が行われている。

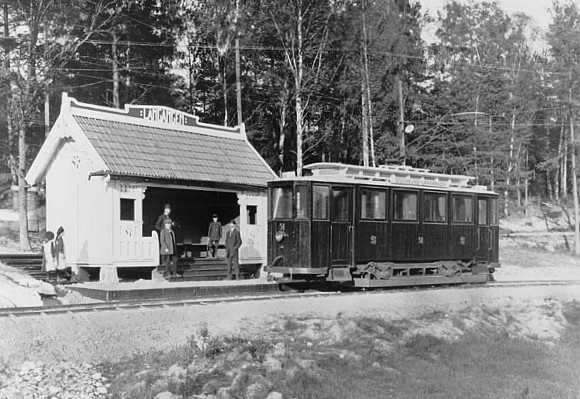
標準軌時代のロングエグバナンの電車
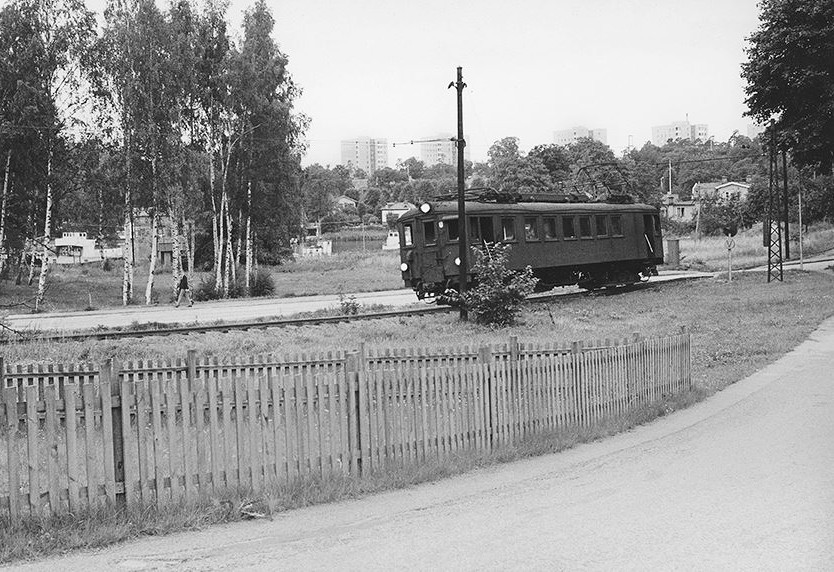
改軌以降はロスラグスバナンの電車が乗り入れるようになった

1921年には同じくストックホルム北部に路線網を築いていた軌間891mmのダンモネラ・ハーグス鉄道を傘下に収め、列車の共同運行を行っていた。1959年に両社が国有化されスウェーデン国鉄（SJ）の路線となった時点で、ロスラグスバナンの総延長は326kmにも達していた。

### 1960-1980年代：廃止の危機
1960年代以降、スウェーデン国鉄はモータリーゼーションの進展に伴い各地の狭軌路線のバスへの移管による廃止を計画し、ロスラグスバナンについても1966年にロングエグバナンが廃止され、1969年にもリンボ - ノルテリエ間が並行する高速道路の開通を理由に廃止された。1972年にロスラグスバナンはスウェーデン国鉄からストックホルム県ランスティングが所有するストールストックホルムス・ロカールトラフィーク（SL）が管理する路線になったものの、その時点では将来的にストックホルム地下鉄やバスに置き換え全面的に廃止する計画であった。以降も1980年代まで断続的に路線廃止が続いたが、沿線住民からの廃止反対の声は大きく、最終的に1980年に行われた住民投票の結果、ロスラグスバナンの存続が決定した。

### 1980年代以降：進む近代化
存続が決定して以降、ロスラグスバナンでは既存施設の改良のみならず、利用客の増加への対応、更なる利用促進を目的とした近代化が多数実施されている。1988年にはそれまで長期に渡って使用されていた旧型車両の置き換え用に新型車両が導入され、1995年までに旧型車両は定期営業運転から引退した。路線についても複線区間の延伸が行われているのに加え、1996年にはストックスンド橋の建て替えも含めた大規模な線形改良工事が完成し、2010年には駅の統廃合が実施され大学駅が新たに開業している。
2010年以降実施されているプロジェクトは以下の通りである。
- ストックホルム東駅のホーム増設、踏切の廃止および立体交差化の促進[9]
- 27系統のタビー・シルクビー駅（スウェーデン語版） - ケロッグスタルント駅（スウェーデン語版）間の複線化[10]
- 28系統の防音工事および一部踏切の立体交差化[11]
- 29系統のヘーゲナス駅（スウェーデン語版） - ウルナ工場駅（スウェーデン語版）間の複線化、新駅開業、踏切の立体交差化[12]

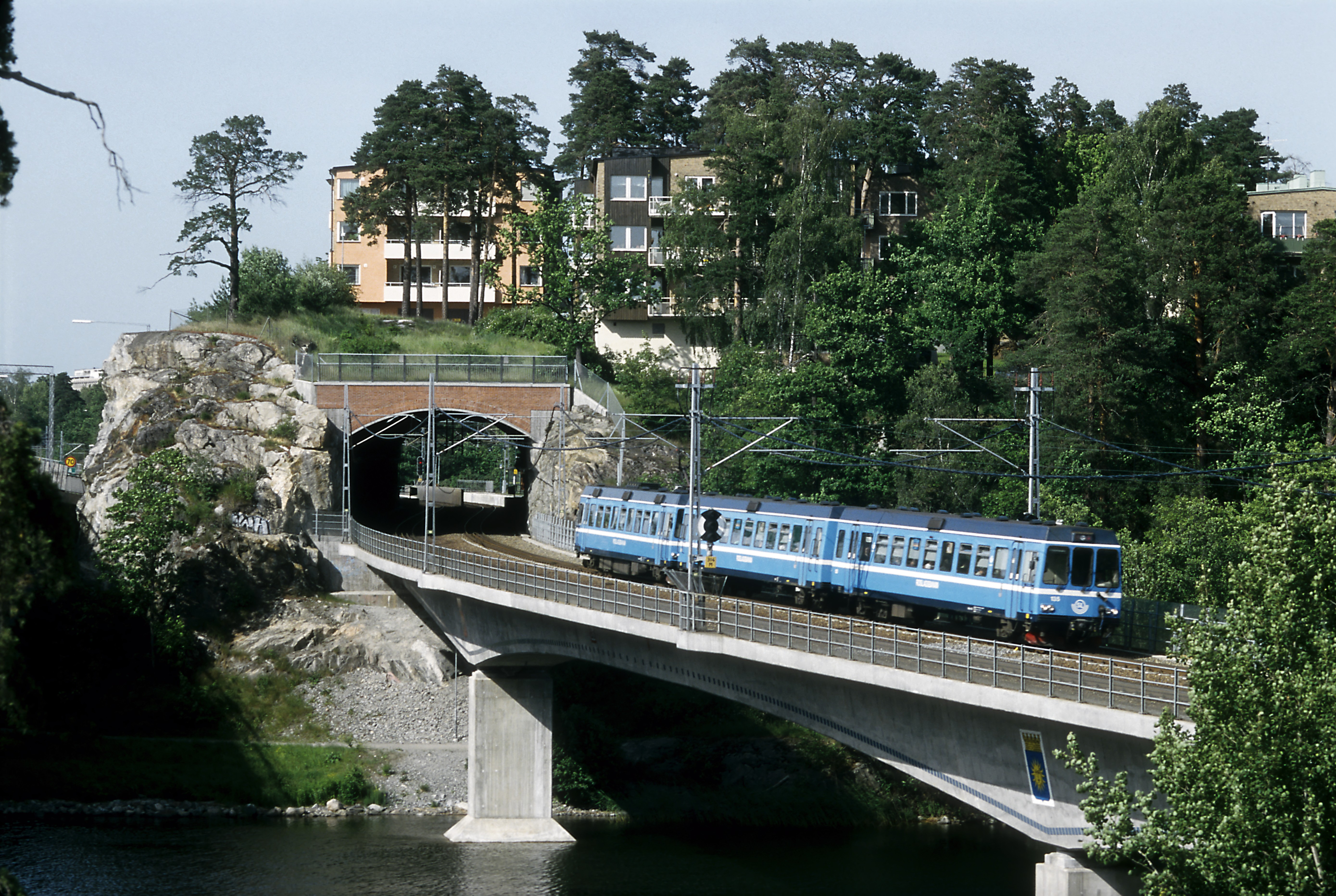
1996年に建て替えられたストックスンド鉄道橋
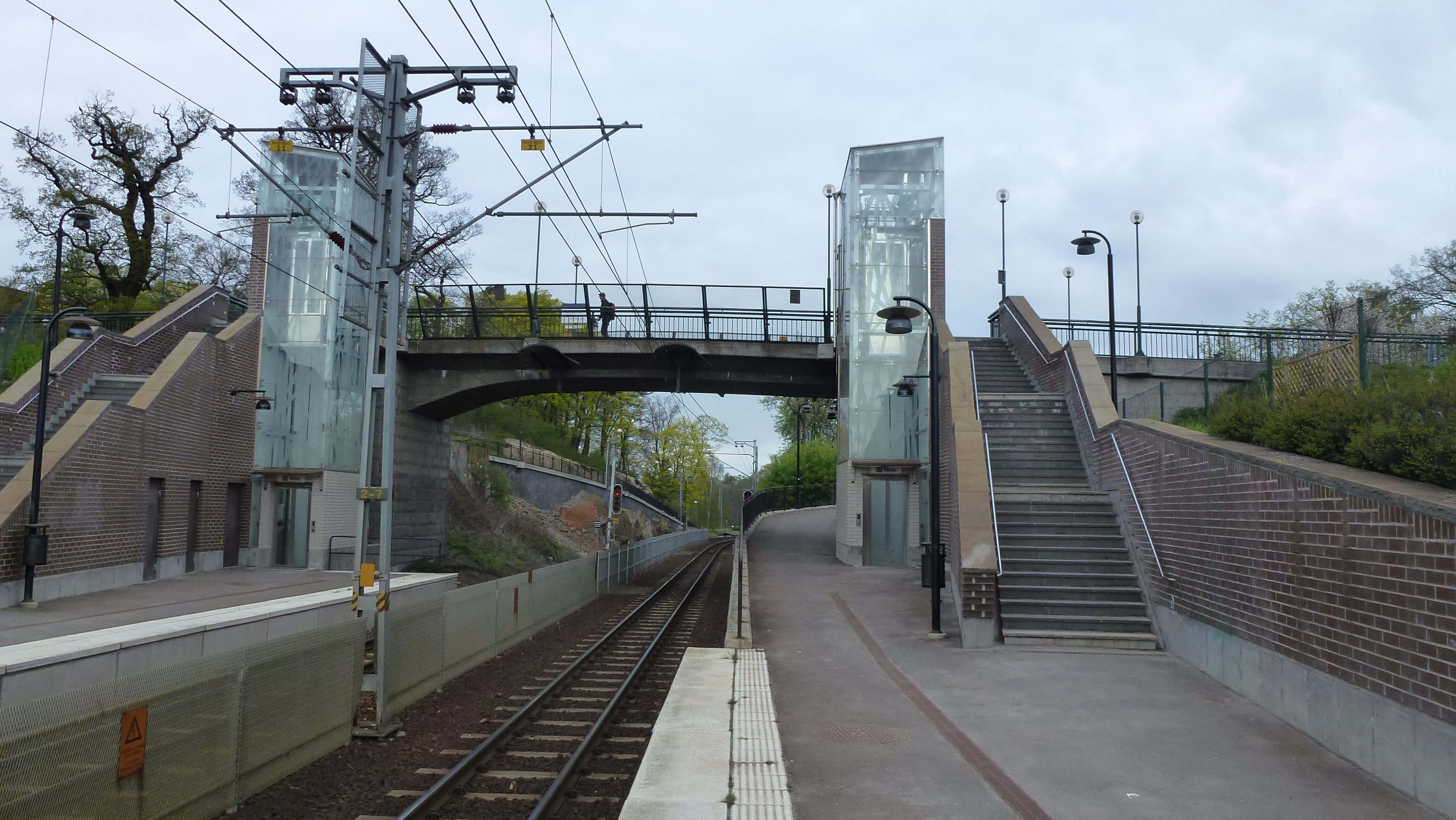
2010年に開業した大学駅

なお1998年以降ロスラグスバナンの列車運行は民間のオープン・アクセス・オペレーターによって行われており、同年から2003年まではコネックス（現：ヴェオリア・トランスポール）が、2003年からは2013年まではロスラグストーグが、以降はアリーヴァが列車運行権を所得しているが、2021年4月2日以降はフランスの公共交通事業者であるトランスデヴに移管される事になっている。

### 今後の予定・計画
- 新型車両の導入・新車庫の建設 - 2020年以降、既存の車両の置き換えおよび本数増加を目的に新型車両を導入する[15]。それに伴う車両数の増加を踏まえ、2020年までの完成を目標にモルビ（スウェーデン語版）に新しい車庫を建造している[16]。
- 路線延長 - ストックホルム県が進める公共交通機関の拡充および住宅建設の促進策の一環として、大学駅からストックホルム地下鉄と接続する地下鉄中央駅（スウェーデン語版）まで地下路線を延長する事が決定している[17]。また、それとは別にストックホルム・アーランダ空港へ向かう新たな路線も検討されている[18]。

## 路線・運行
2018年12月9日の時点でロスラグスバナンにはストックホルム東駅と3つの終着駅を結ぶ3つの系統が存在し、うち27系統と28系統には途中駅を通過する列車（27S系統、28S系統）が設定されている他、途中駅で折り返し運転を行う列車が存在する。ストックホルム東駅 - デューホルムズ・オスビー駅間は全系統が運行し、デューホルムズ・オスビー駅で29系統が、ロスラグス・タビー駅で27系統・28系統が分岐する。全系統が走るストックホルム東駅 - デューホルムズ・オスビー駅間は平日昼間に5 - 7分間隔、日曜・祝日でも5 - 15分間隔で列車が設定されているが、途中のストックスンド駅には30分間隔で運行する29系統のみが停車する。ダイヤは平日（月曜日 - 金曜日）、土曜日、日曜・祝日の3種類が存在する。
各系統の主要情報は以下の通りである。
| 系統番号 | 主要駅 | 全長              | 駅数 | 開業年                                                              |
| -------- | --- | ----------------- | ---- | ------------------------------------------------------------------- |
| 27 27S   | ストックホルム東駅 – モルビ駅 - デューホルムズ・オスビー駅 – ロスラグス・タビー駅 – ヴァレントゥナ駅 – リンドホルメン駅 – コシュタ駅 | 41.5 km (25.8 mi) | 23   | 1885年                                                              |
| 28 28S   | ストックホルム東駅 – モルビ駅 - デューホルムズ・オスビー駅 – ロスラグス・タビー駅 – オーケシュヴァーリア駅 – エステルスカル駅        | 29.5 km (18.3 mi) | 20   | 1901年（オーケシュヴァーリア駅まで） 1906年（エステルスカル駅まで） |
| 29       | ストックホルム東駅 – ストックスンド駅 - デューホルムズ・オスビー駅 - ラーヘル駅 - ネスビューパルク駅                                 | 11.5 km (7.1 mi)  | 12   | 1928年（ラーヘル駅まで） 1937年（ネスビューパルク駅まで）           |
| 合計     | 合計 | 65 km (40 mi)     | 38   |                                                                     |

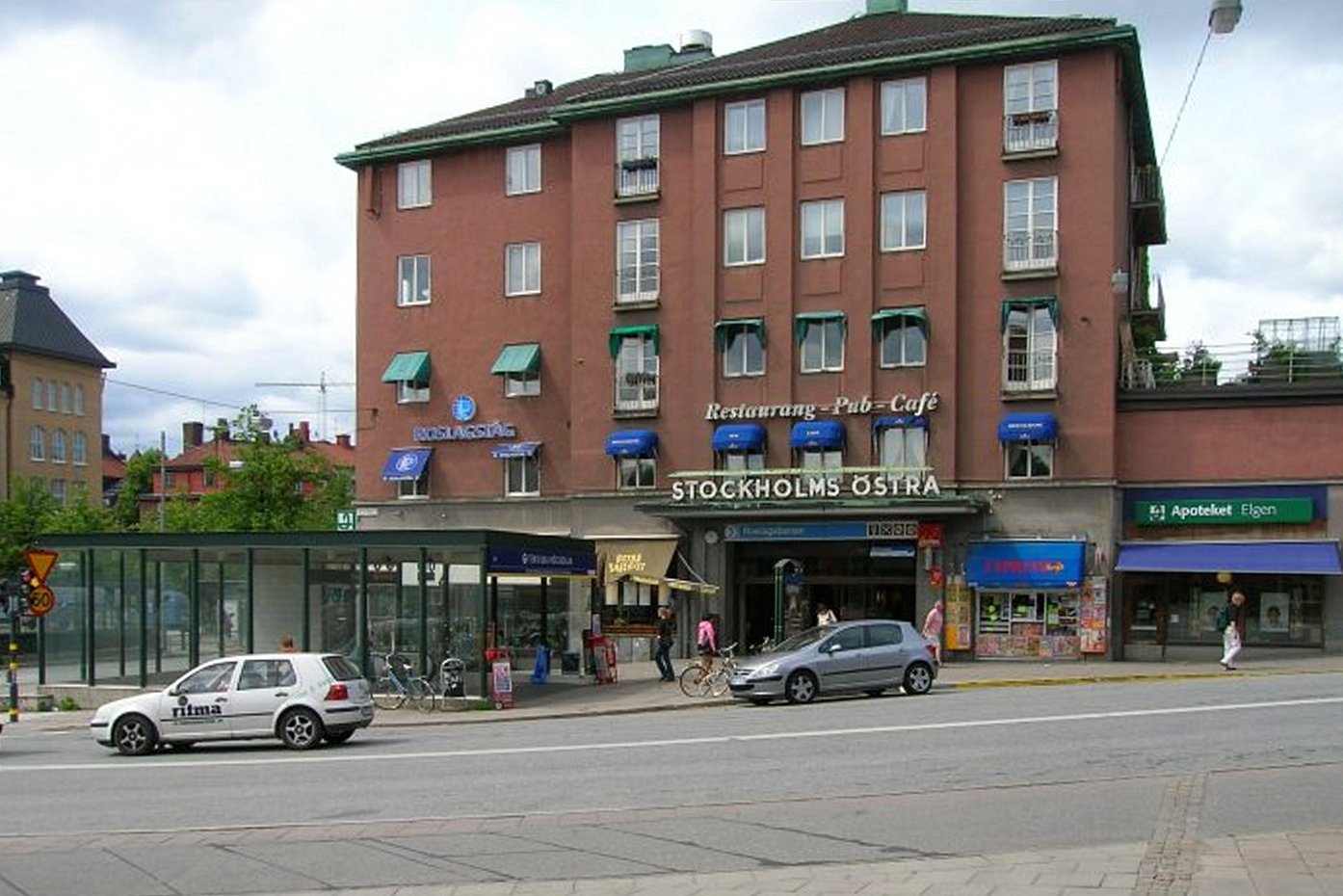
ストックホルム東駅
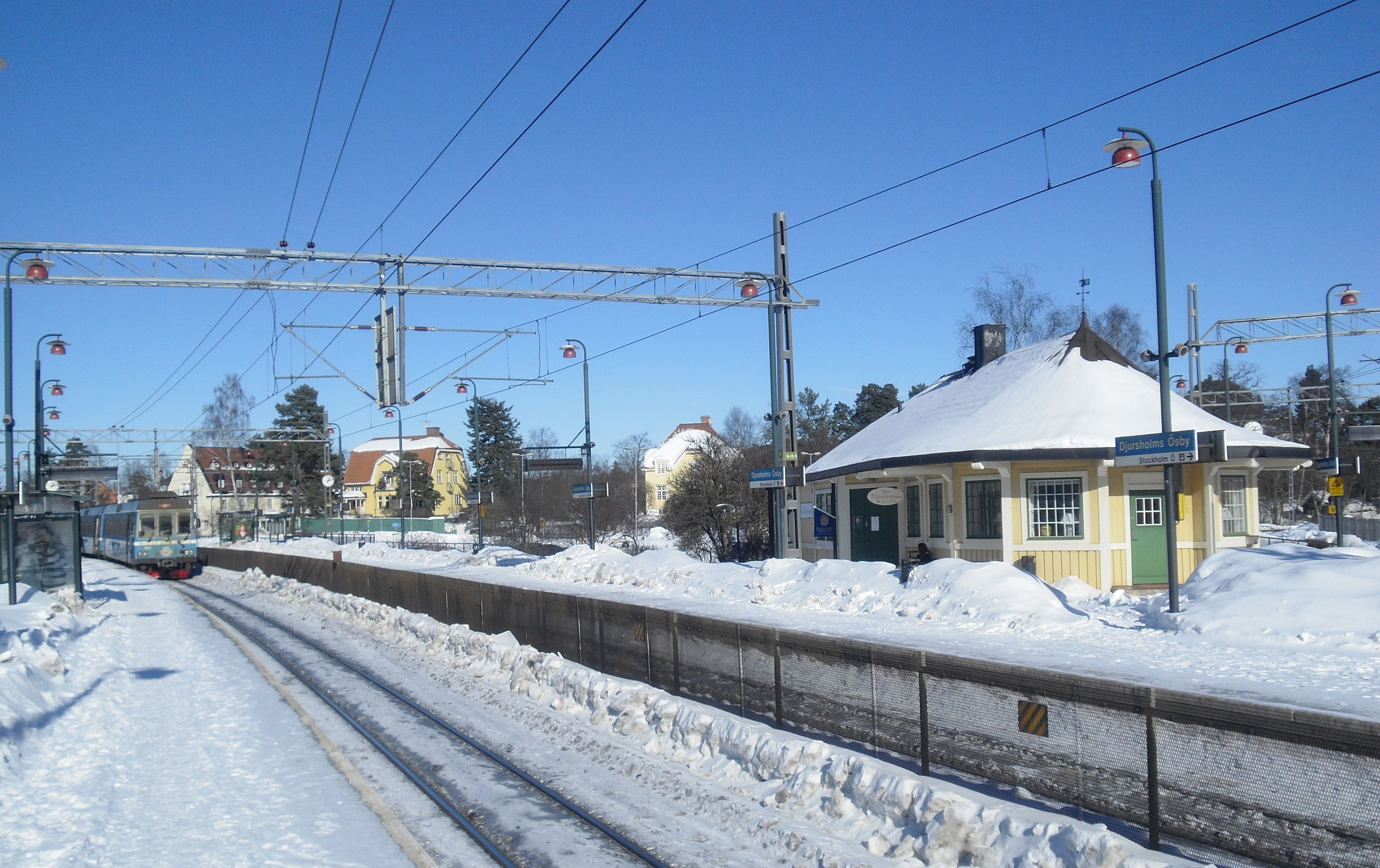
デューホルムズ・オスビー駅
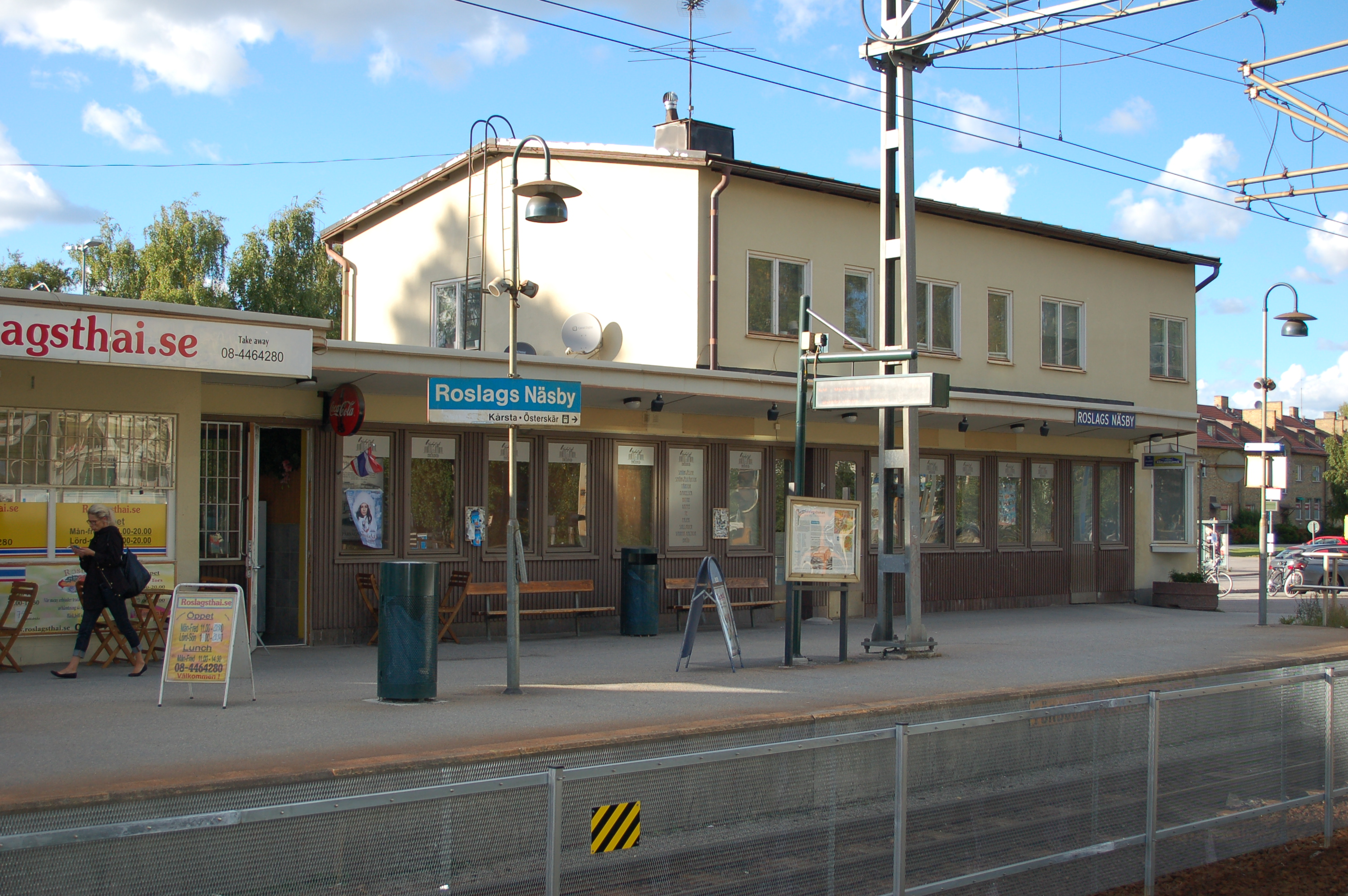
ロスラグス・タビー駅
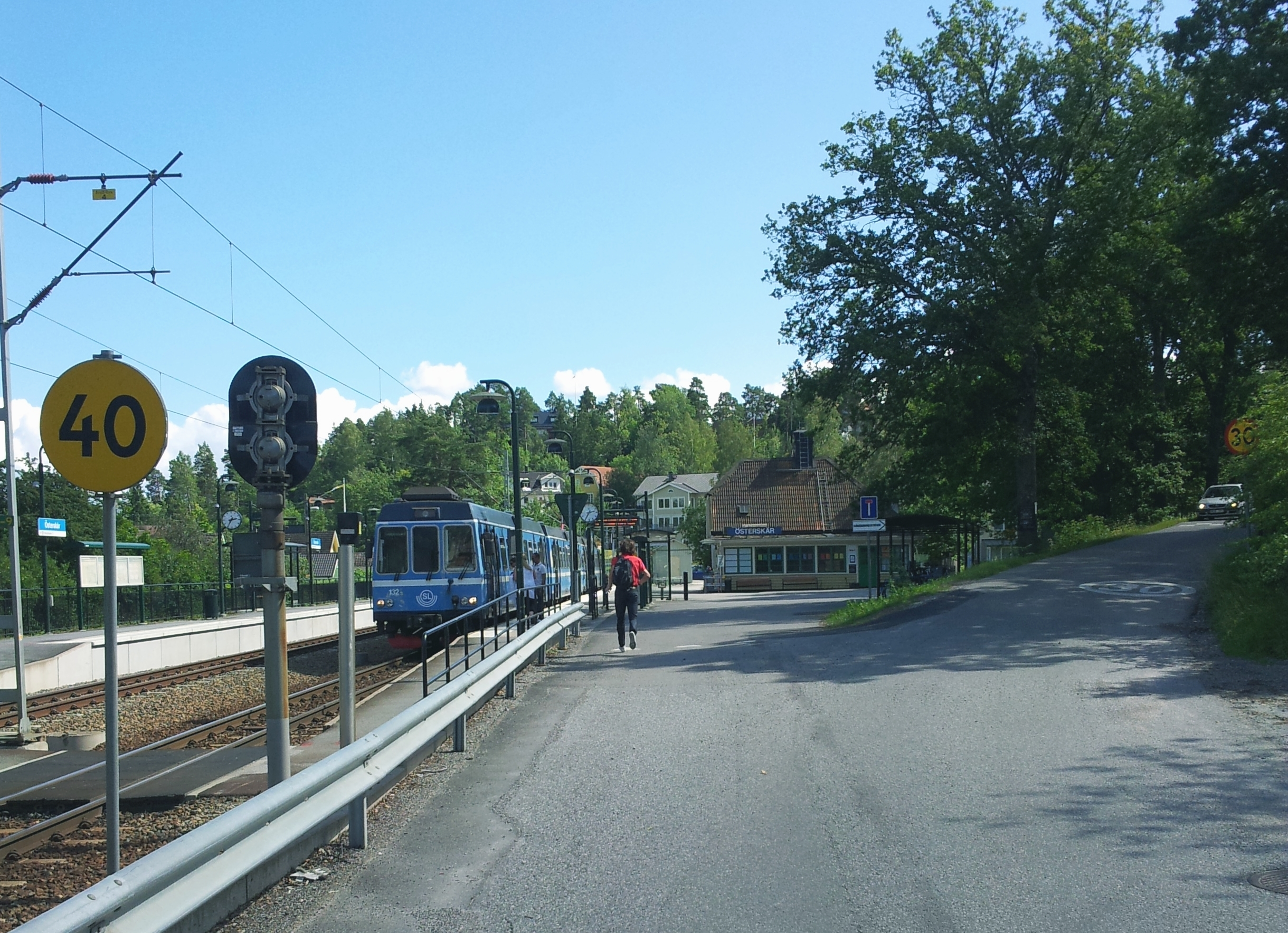
エステルスカル駅
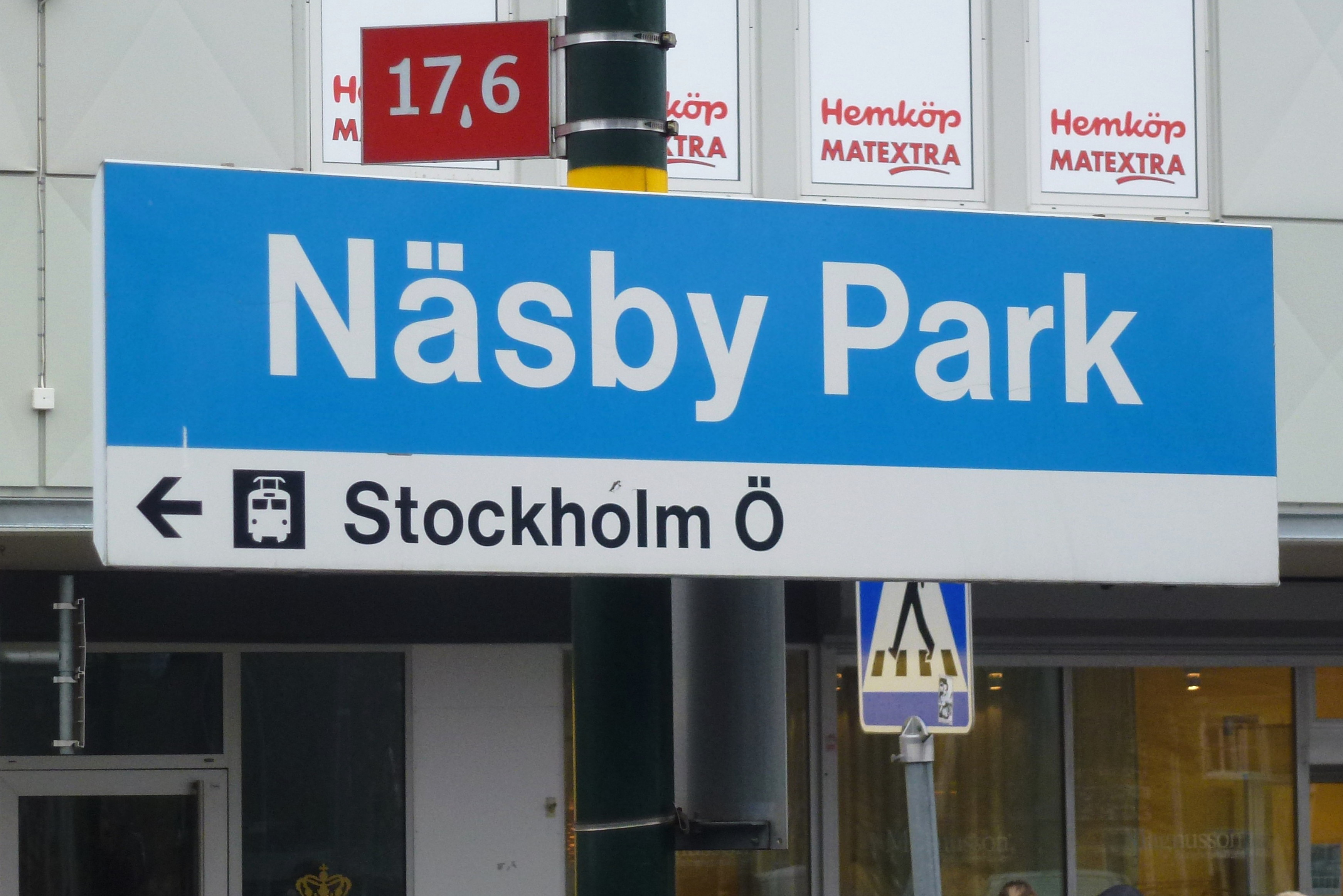
ネスビューパルク駅への案内標識

## 車両

### 現有車両

#### X10p形・UBp形・UBxp形
1988年から1995年にかけてABB（現：ボンバルディア・トランスポーテーション）によって製造された電車。電動制御車のX10p形、付随車のUBp形、制御車のUBxp形による3両編成で運行しており、2011年からはバリアフリーに対応したリニューアル工事が行われている。

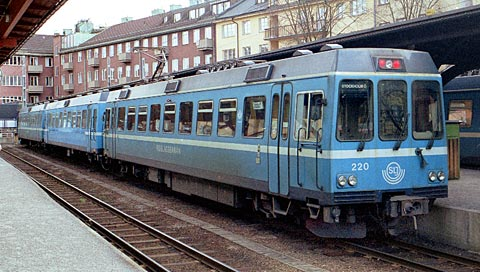
X10p形を先頭にした3両編成の列車（リニューアル前）
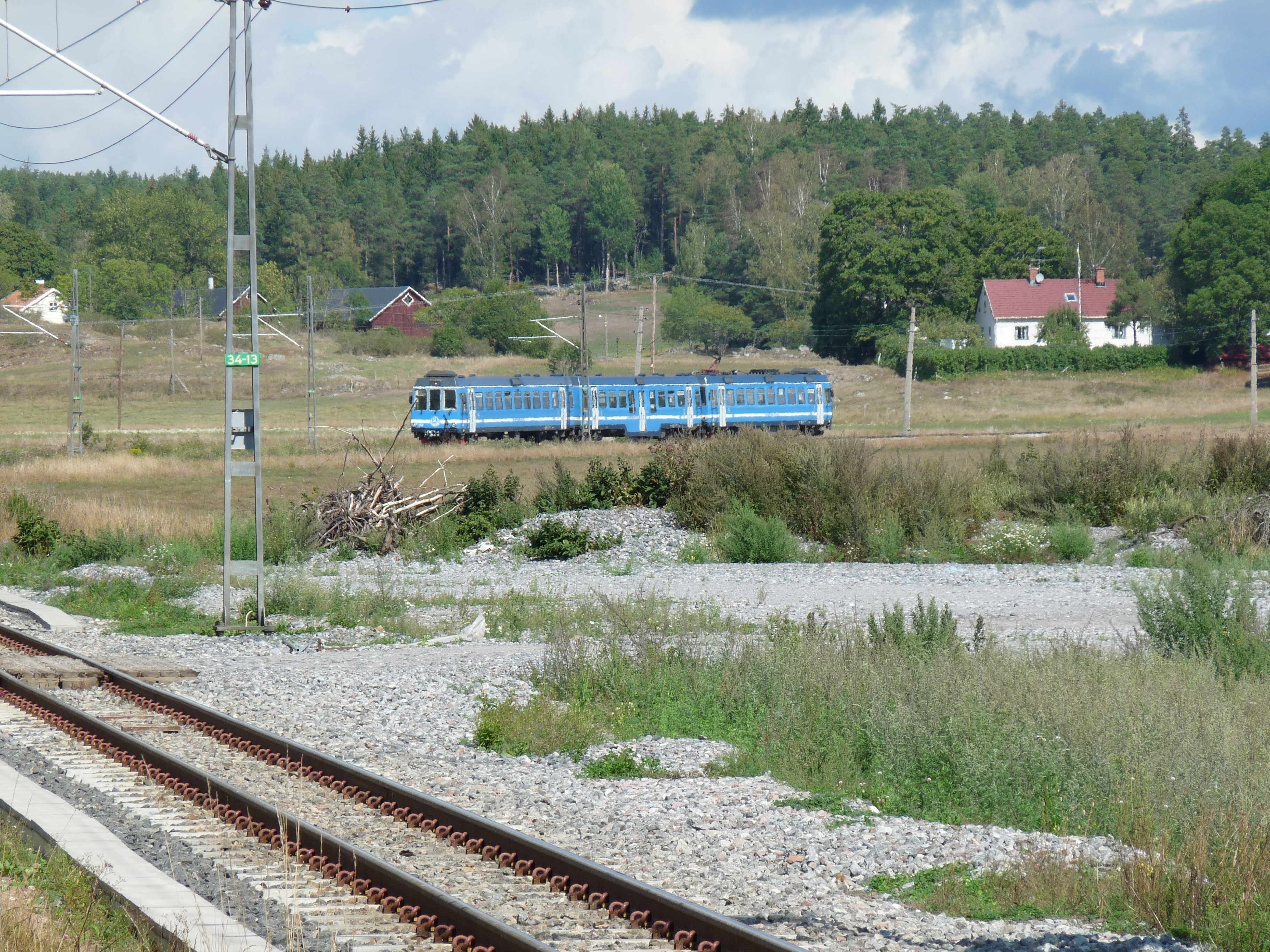
リニューアル工事後の編成

#### 保存車両
1992年に設立されたロスラグスバナン車両保存協会はX10p形によって置き換えられるまで使用されていた旧型車両の一部を所有しており、ロスラグスバナンの線路を借りて動態保存運転を実施している。
2019年現在、団体が所有している車両は以下のとおりである。なお以下の形式名はスウェーデン国鉄による路線買収後のものである。
- Bdp 3254（電気機関車） - 1946年製。2019年現在動態復元されておらず、車庫でシートをかぶせられた状態で保存されている。
- X2p 33（電車）- 1918年製。2019年の時点で改造工事を実施中。
- X3p 35（電車）- 1934年製。
- X4p 37（電車）- 1938年製。
- Bp 880（客車）- 1914年製。
- Bp 896（客車）- 1954年製。
- Fp 162（貨車）- 1944年製の有蓋緩急車。1997年に他の狭軌鉄道から移籍。
- NNrp 324156（貨車）- 1919年製の長物車。

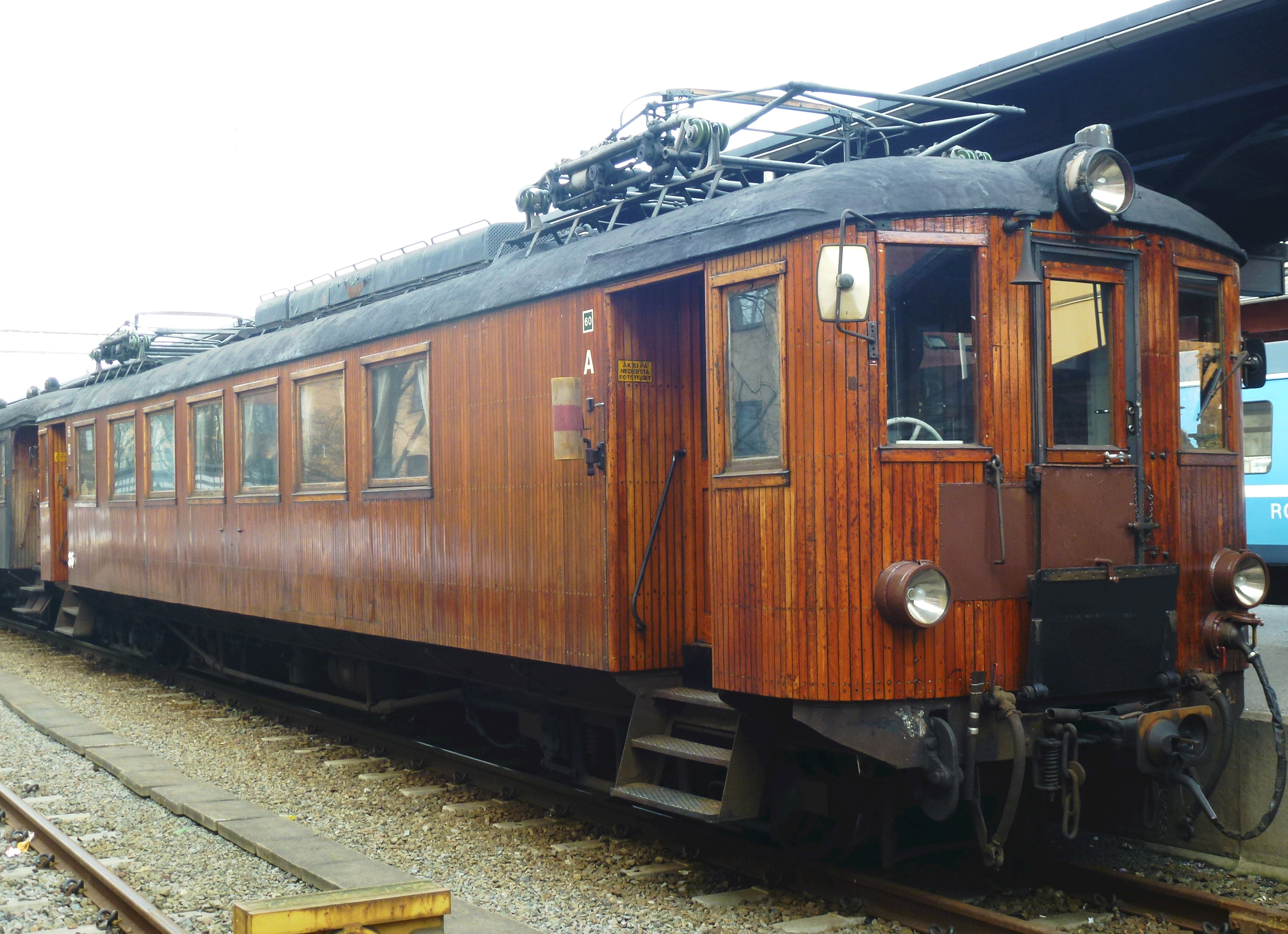
X3p 35
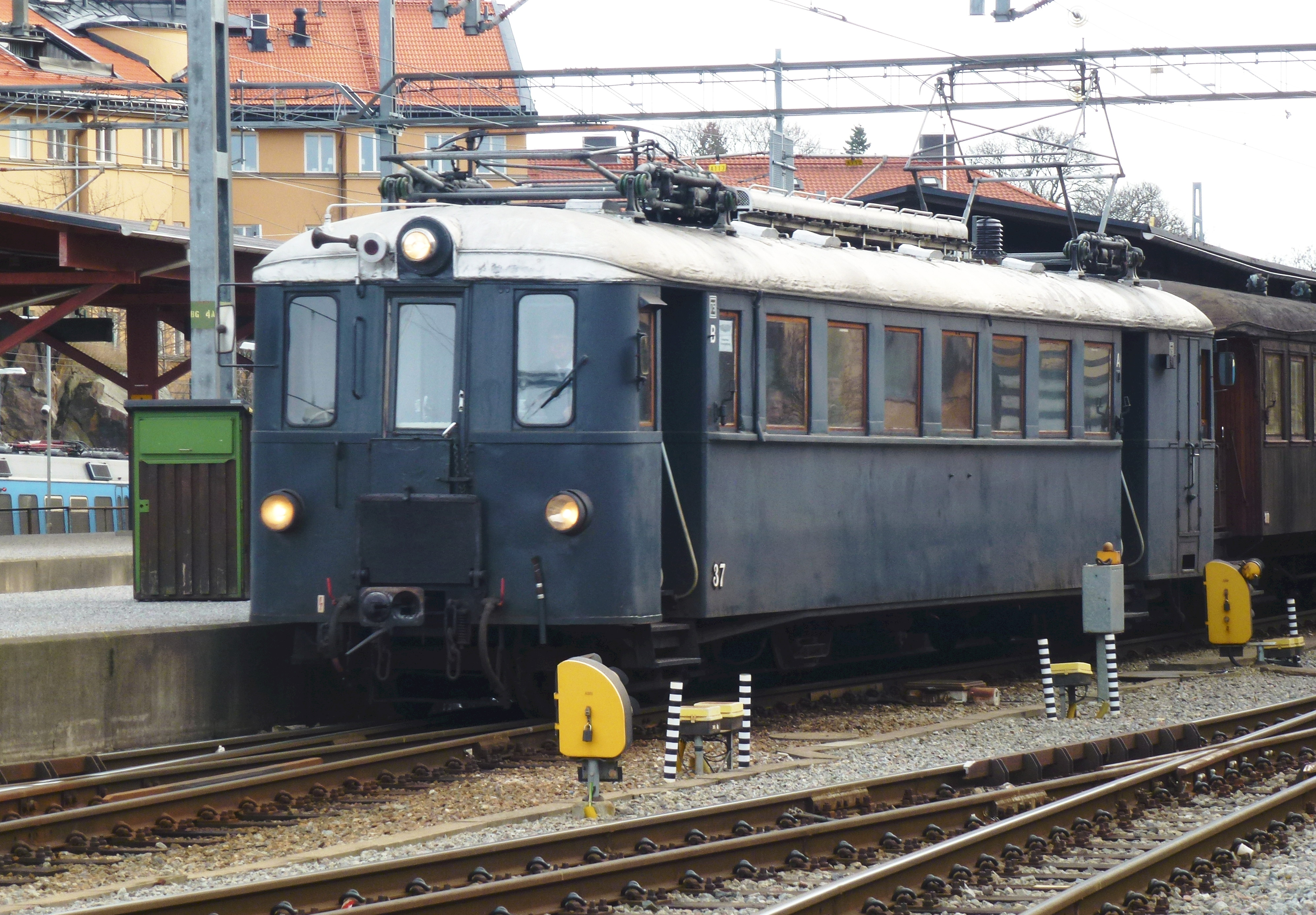
X4p 37
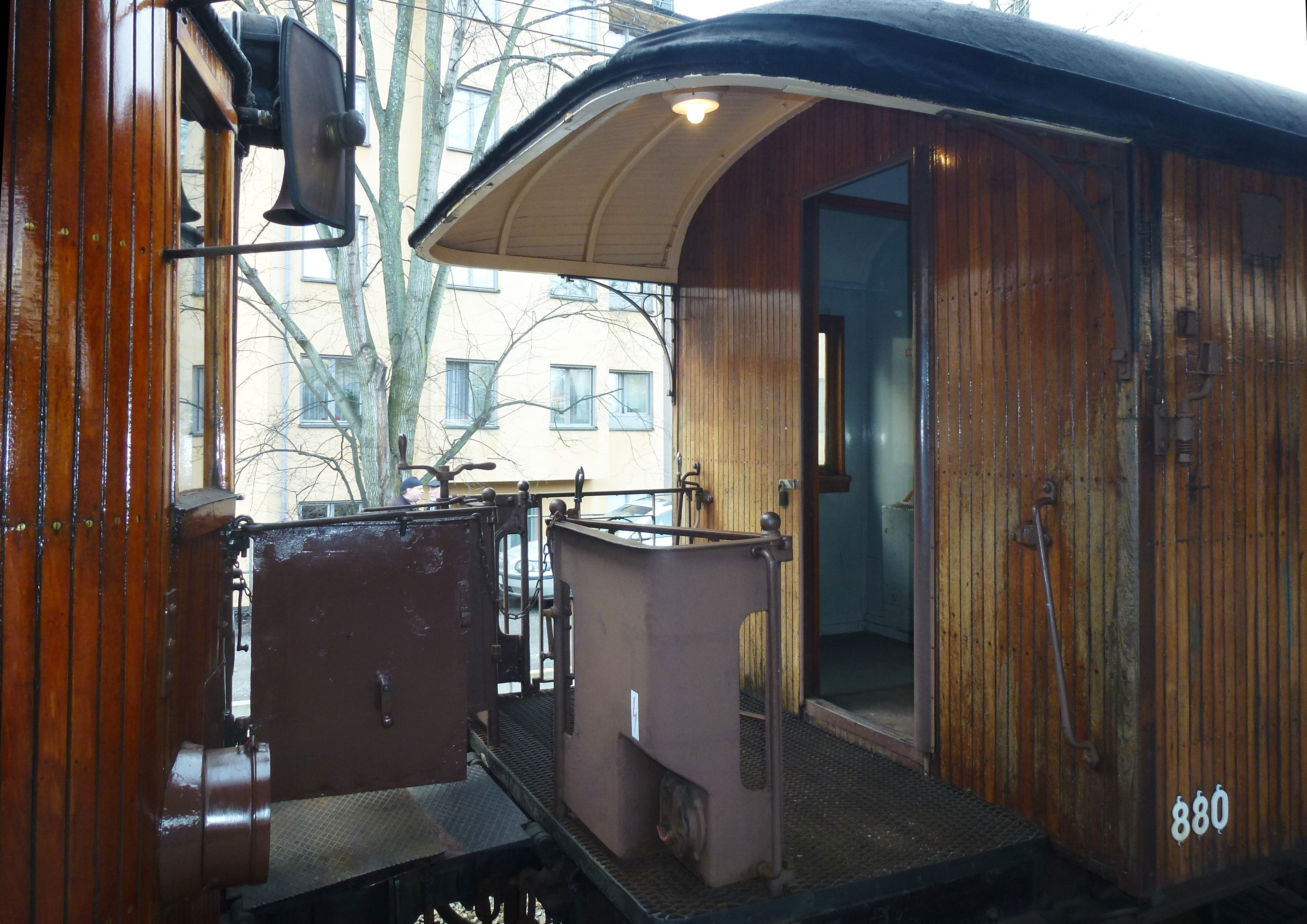
Bp 880

### 導入予定車両
2017年4月25日、ロスラグスバナンは列車本数の増加に合わせてスイスのシュタッドラー・レールが製造する3両編成の電車・X15p形を22本導入する事を発表した。最高速度は100km/h、定員は300人（座席150人）を予定している。車体は軽量アルミニウム製を採用し、既存の車両に比べ加速度の上昇や制動距離の短縮、運用コストの削減が実現される。2020年の秋から冬の間に試作車が製造され、試運転の後2022年から2024年までに量産車が導入される予定となっている。

## 制服に関する話題
ストックホルムの夏（6月-8月）の平均気温は15-20℃前後だがロスラグスバナンの列車に冷房は設置しておらず、晴れた日の温度は35℃にまで達する事もある。だがロスラグスバナンを運営するアリーヴァは勤務時の制服は長ズボンかスカートと規定しており、リラックスしすぎているという理由で暑さに適した半ズボンの着用を禁じていた。それに抗議するため、2013年にロスラグスバナンの男性職員15人はスカート着用の規定が女性に限定されていない事に目をつけ、女性社員用のスカートを履いて勤務を始めた。
当初アリーヴァ側はマスメディアの取材に対し「女性の衣類を着用したいという男性職員がいれば会社として容認している」と半ズボンを認めない姿勢を取っていたが、スカートを履く職員の写真がインターネットで話題になった事もあり同年の6月10日に方針を転換し、ロスラグスバナンを含むスウェーデンで働くアリーヴァの全社員に半ズボンの制服を支給する事となった。

## 参考資料
- John McKey (2016). Nordic Railways - Rolling Stock Recognition Guide 2015. Bonbytes Publishing. ASIN B00P2SJWC2

- Zhan Ouyang (2014年). “Investigation of Causes for Wheel Squeal on Roslagsbanan in Stockholm” (PDF).  Stockholm:  KMH Engineering Sciences. 2019年3月26日閲覧。

## 外部サイト
- 各自治体・企業による紹介ページ
  - （スウェーデン語）“ストールストックホルムス・ロカールトラフィークによる紹介ページ”. 2019年3月26日閲覧。
  - （スウェーデン語）“ストックホルム県による紹介ページ”. 2019年3月26日閲覧。
  - （スウェーデン語）“アリーヴァによる紹介ページ”. 2019年3月26日閲覧。
- その他
  - （スウェーデン語）“ロスラグスバナン車両保存協会の公式ページ”. 2019年3月26日閲覧。